# Pseumenes polillensis
Pseumenes polillensis är en stekelart som beskrevs av Giordani Soika 1941. Pseumenes polillensis ingår i släktet Pseumenes och familjen Eumenidae. Inga underarter finns listade i Catalogue of Life.